# 도쿄 에어포트~도쿄 공항 관제 보안부~
《TOKYO 에어포트~도쿄 공항 관제 보안부~》(일본어: TOKYOエアポート〜東京空港管制保安部〜 トウキョウエアポート・とうきょうくうこうかんせいほあんぶ[*])는 2012년 10월 14일부터 동년 12월 23일까지 방송된 후지 TV의 드라마틱 선데이 계열 텔레비전 드라마이다.

## 개요
후지 TV에서는 2011년에 방송된 《나와 스타의 99일》 이후 자체 제작하는 드라마의 제2탄이며, 역시 2011년에 방송했던 《도쿄 컨트롤》 이후 항공 관제사를 테마로 하는 2번째 작품이다. 본작은 도쿄 국제공항(하네다 공항)을 무대로 승객의 목숨을 책임으로 맡는 항공 관제사와 항공업계에서 여러한 인물들의 이야기를 실제로 다룬다.

## 등장인물
- 시노다 카오리 : 후카다 쿄코
- 사카이 마나 : 사사키 노조미
- 콘도 유키히로 : 카나메 준
- 다케우치 유미 : 세토 아사카
- 야마시타 유지 : 세토 코지
- 나카시마 하루 : 노나미 마호
- 이다 히로시 : 아사카 코다이
- 혼조 케이스케 : 히라오카 유타
- 유키 노보루 : 도키토 사부로

## 제작진
- 각본 : 우다 마나부, 토쿠나가 유이치, 하야후네 카에코
- 음악 : 팀 와인
- 연출 : 니시자카 미즈시로, 나가세 쿠니히코, 타카노 마이, 나리타 가쿠
- 프로듀서 : 오사베 소스케, 세키구치 다이스케
- 제작·저작 : 후지 TV

## 극중 사용곡
- THE 5TH DIMENSION 〈UP,UP AND AWAY〉 (Sony Music Japan International Inc.)
  - 드라마틱 선데이에서 처음으로 주제가가 설정되지 않았다.

## 방송일 및 부제, 시청률
| 각 화                                                       | 방송일           | 부제 (서브 타이틀)                                 | 연출              | 시청률 |
| ----------------------------------------------------------- | ---------------- | -------------------------------------------------- | ----------------- | ------ |
| 제1화                                                       | 2012년 10월 14일 | 하늘을 조종하는 항공 관제관, 공중 충돌을 회피하라! | 니시자카 미즈시로 | 14.0%  |
| 제2화                                                       | 2012년 10월 21일 | 공항 긴급 폐쇄! 다가오는 수상한 사람의 그림자…     | 니시자카 미즈시로 | 9.4%   |
| 제3화                                                       | 2012년 10월 28일 | 항공 관제관vs파일럿! 하늘을 지킬 책임이란…         | 나가세 쿠니히코   | 9.3%   |
| 제4화                                                       | 2012년 11월 4일  | 100년의 꿈을 옮기는 항공 관제관!                   | 니시자카 미즈시로 | 9.6%   |
| 제5화                                                       | 2012년 11월 11일 | 1매의 사진에 숨겨진 40년전의 플라이트              | 타카노 마이       | 8.3%   |
| 제6화                                                       | 2012년 11월 18일 | 궁극의 선택-1명의 생명vs200명의 생명               | 나리타 가쿠       | 8.1%   |
| 제7화                                                       | 2012년 11월 25일 | 교착하는 마음…궁지에 처한 관제관                   | 나가세 쿠니히코   | 9.7%   |
| 제8화                                                       | 2012년 12월 2일  | 비행기 트러블로 시험 받는 관제관의 정              | 나리타 가쿠       | 12.0%  |
| 제9화                                                       | 2012년 12월 9일  | 닿지 않는 목소리…에어포트 사상 최악의 2일간        | 나가세 쿠니히코   | 9.6%   |
| 최종화                                                      | 2012년 12월 23일 | 감동의 최종회! 생명을 지키는 항공 관제관           | 나리타 가쿠       | 10.5%  |
| 평균 시청률 10.1% (시청률은 간토 지구·비디오 리서치사 조사) |                  |                                                    |                   |        |

- 2012년 12월 16일 방송분은 중의원 의원 총선거 개표 속보 특집 프로그램 편성 관계로 결방됨.
- 최종회는 〈제81회 전일본 피겨 스케이트 선수권〉 방송때문에 21:45 - 22:39 방영.

## 파생작 《TOKUNOSHIMA 에어포트》
《TOKUNOSHIMA 에어포트》는 2012년 10월 14일에서《TOKYO 에어포트》파생작 기획 텔레비전 드라마로 후지 TV TWO, 후지 TV NEXT, 후지 TV ONE에서 방송되었다. 총 4화. 주연은 코이케 에이코이다. 도쿠노시마 공항 관제 보안부가 배경.

### 출연

#### 도쿠노시마 공항 관제 보안부
- 코바야시 쥰코 : 코이케 에이코
- 하라 코지 : 오토오 타쿠마
- 시모야나기 테츠지 : 사카타 마사노부
- 시모야나기 나루미 : 오쿠다 에리카

#### 기타
- 토바 다이지로 : 무라키 진
- 스카이 항공 조종사/ 남국 스카이 항공 조종사 (목소리) : 이노 사토시(제3 - 4화)
- 남국 스카이 항공 조종사 / 항공 포스 원 조종사 (목소리) : 히라토코 세이지(제3 - 4화)
- 특별 감사 : 토키토 사부로, 카지와라 젠, 후카다 쿄코, 사사키 노조미, 세토 아사카, 카와하라 아야코(제4화)

### 부제
| 각 화 | 부제            | 각본          |
| ----- | --------------- | ------------- |
| 제1화 | 대기 이야기     | 후쿠다 유이치 |
| 제2화 | 원더풀 이야기   | 후쿠다 유이치 |
| 제3화 | 부부관계 이야기 | 우타 마나부   |
| 제4화 | 만약 이야기     | 우타 마나부   |

## 파생작 《시키시마★커피 바리스타는 또한 보았다!?》
《시키시마★커피 바리스타는 또한 보았다!?》는 2012년 10월 21일부터 《TOKYO 에어포트》의 파생작 기획으로 YouTube에서 공개되었다.

### 출연
시키시마 타카시(33) - 노마구치 토오루

#### 시키시마 커피의 손님
- 키리시마 유 : 사토 에리코(제1, 6 - 7화)
- 나가레카와 유키 : 노무라 마스미(제2 - 7화)
- 나카지마 하루 : 노나미 마호(제3 - 5, 7화)
- 극단 피플퍼플(제2 - 3, 6 - 7 화)

#### 기타
- 특별 감사 : 오토오 타쿠마, 사카타 마사노부(제1화) / 카지와라 젠, 토키토 사부로(제7화)
- 인근 점원 : 이노 사토시(제7화)